# Kayah (langue)
Pour les articles homonymes, voir Kayah (homonymie).
Le kayah est un continuum linguistique de langues tibéto-birmanes parlée par les Karennis dans l'est de la Birmanie et dans l’Ouest de la Thaïlande.

## Écriture
Le kayah occidental et le kayah oriental sont écrits avec l’écriture kayah li et l’écriture birmane ; le kayah occidental est aussi écrit avec l’écriture latine.

### Alphabet latin kayah occidental
L’alphabet latin kayah occidental utilise 26 lettres, dont f, q, j q, x uniquement dans les mots tels que les noms de personnes ou les noms de lieux.
| a | b | c | d | e | f | g | h | i | j | k | l | m | n | o | p | q | r | s | t | u | v | w | x | y | z |

Sept digrammes sont utilisés dans l’orthographe.
| ng | ht | kh | ph | th | ny | gn |

Les cinq voyelles de l’alphabet sont complétées par quatre lettres accentuées représentant leurs propres voyelles.
| a | e | i | o | u | è | ò | ô | û |

Les tons sont représentés à l’aide de l’accent aigu et le caron sur la voyelle. La prononciation murmurée est indiquée avec un tréma sous la lettre de la voyelle. Les lettres de voyelles murmurées peuvent aussi porter un diacritique indiquant le ton.
| Haut    | á | é | í | ó | ú | è́ | ò́ | ố | û́ |
| Moyen   | ǎ | ě | ǐ | ǒ | ǔ | è̌ | ò̌ | ô̌ | û̌ |
| Murmuré | a̤ | e̤ | i̤ | o̤ | ṳ | è̤ | ò̤ | ô̤ | ṳ̂ |

### Comparaison des orthographes
| Écriture kayah li    | ꤊꤢ꤬ꤛꤢ꤭ ꤘꤣ ꤢ꤬ ꤞꤢꤧꤐꤟꤢꤦ ꤗꤟꤢꤜꤢ꤬ꤊꤥ꤭ ꤒꤟꤢꤧ꤬ꤡꤢꤪꤒꤟꤢꤧ꤬ꤒꤟꤢꤩ꤬ ꤒꤢ꤬ꤟꤢꤩ꤬ꤔꤌꤣ꤬, ꤢ꤬ ꤔꤟꤤꤙꤢꤧ꤬ ꤒꤟꤢꤧ꤬ꤏꤢꤪ꤭ꤚꤤ꤬, ꤗꤟꤢꤩ꤬ꤒꤢꤩ꤭ꤟꤢꤩꤚꤢꤪ ꤢ꤬ ꤊꤟꤢꤦ ꤔꤟꤤꤙꤢꤧ꤬ꤘꤢꤦ꤬ ꤜꤟꤢꤪ꤭꤮ ꤒꤟꤢꤧ꤬ꤡꤢꤪꤒꤟꤢꤧ꤬ꤒꤟꤢꤩ꤬ ꤘꤣ ꤢ꤬ ꤞꤢꤧꤐꤟꤢꤦ ꤔꤌꤣ꤬ꤒꤢ꤬ꤟꤢꤩ꤬ ꤕꤢ꤭꤯ |
| Écriture birmane     | ကၤယး ဒၲ အၤ သဲဇှံ မှလၤကိး တှဲၤစဴတှဲၤတှၴၤ တၤဟၴၤနၲုၤ, အၤ နှီဘဲၤ တှဲၤဆဴးရီၤ, မှၴၤတၴးဟၴရဴ အၤ ကှံ နှီဘဲၤဒံၤ လှဴး꤮ တှဲၤစဴတှဲၤတှၴၤ ဒၲ အၤ သဲဇှံ နၲုၤတၤဟၴၤ ပှး။                                                          |
| Écriture latine      | Kayǎ dố a thè́zṳ̂́ má̤lakǒ tè̤cò́tè̤te̤ tahenuô, a ní̤bè tè̤sò̌ri, me̤těhérò a ki ní̤bèdû lò̌꤮ tè̤cò́tè̤te̤ dố a thè́zṳ̂́ nuôtahe pǎ.              |
| Traduction française | Heureux ceux qui ont faim et soif de la justice, car ils seront rassasiés!                                                    |

## Sources
- (kyu + my) Burmese-Karenni Lexicon, 2007 (présentation en ligne, lire en ligne)
- (kyu + en + my) Kayǎ Lilè akhǎshyékhǎrya̤ [« Alphabétisation kayah de base »], 2017 (présentation en ligne, lire en ligne)
- (en) John R. Bryant, English-Kayah Li reverse dictionary with helps, Chiang Mai, Thaïlande, SIL International et Payap University/Linguistics Institute, 2014 (ISBN 978-1-4675-6167-9, présentation en ligne, lire en ligne)
- (en) H. Anne Helgerson et Khu Hte Reh, Kayah Li (Western Red Karen) language lessons, 2009 (1re éd. 1998) (présentation en ligne, lire en ligne)
- (en) Cortney Kirkland et Erin Dawkins, A sociolinguistic survey of Eastern Kayah Li in Thailand, Chiang Mai, Payap University, 2007 (lire en ligne)
- (en) David B. Solnit, Eastern Kayah Li : grammar, texts, glossary, University of Hawaii Press, 1997 (ISBN 0824817435 et 9780824817435)